# Wijken en buurten in Drechterland
De Nederlandse gemeente Drechterland is voor statistische doeleinden onderverdeeld in wijken en buurten. De gemeente is verdeeld in de volgende statistische wijken:
- Wijk 00 Hoogkarspel (CBS-wijkcode:049800)
- Wijk 01 Westwoud (CBS-wijkcode:049801)
- Wijk 02 Oosterblokker (CBS-wijkcode:049802)
- Wijk 03 Venhuizen (CBS-wijkcode:049803)
- Wijk 04 Wijdenes (CBS-wijkcode:049804)
- Wijk 05 Schellinkhout (CBS-wijkcode:049805)

Een statistische wijk kan bestaan uit meerdere buurten. Onderstaande tabel geeft de buurtindeling met kentallen volgens het Centraal Bureau voor de Statistiek (2008):
| CBS-buurtcode | Buurtnaam                         | Inwonertal | Opp. totaal (ha) | Opp. land (ha) | Ligging                |
| ------------- | --------------------------------- | ---------- | ---------------- | -------------- | ---------------------- |
| BU04980000    | Centrum Hoogkarspel               | 7250       | 326              | 322            | Locatie in de gemeente |
| BU04980001    | Ten westen van Tolweg             | 210        | 162              | 162            | Locatie in de gemeente |
| BU04980009    | Wijzend                           | 220        | 409              | 404            | Locatie in de gemeente |
| BU04980100    | Westwoud                          | 1300       | 252              | 252            | Locatie in de gemeente |
| BU04980101    | Oudijk                            | 190        | 305              | 303            | Locatie in de gemeente |
| BU04980109    | Binnenwijzend                     | 260        | 320              | 317            | Locatie in de gemeente |
| BU04980200    | Oosterblokker                     | 1540       | 633              | 632            | Locatie in de gemeente |
| BU04980300    | Centrum Venhuizen                 | 2500       | 81               | 81             | Locatie in de gemeente |
| BU04980301    | De Buurt                          | 1240       | 423              | 417            | Locatie in de gemeente |
| BU04980302    | Hem                               | 1030       | 89               | 89             | Locatie in de gemeente |
| BU04980306    | De Hout en Blokdijk               | 380        | 620              | 616            | Locatie in de gemeente |
| BU04980307    | Drieban (gedeeltelijk), Hem       | 220        | 388              | 387            | Locatie in de gemeente |
| BU04980308    | Drieban (gedeeltelijk), Venhuizen | 180        | 357              | 350            | Locatie in de gemeente |
| BU04980309    | Zuiderdijk                        | 80         | 71               | 70             | Locatie in de gemeente |
| BU04980400    | Wijdenes                          | 980        | 570              | 570            | Locatie in de gemeente |
| BU04980401    | Oosterleek                        | 300        | 206              | 203            | Locatie in de gemeente |
| BU04980500    | Schellinkhout                     | 930        | 752              | 742            | Locatie in de gemeente |